# Morane-Saulnier L
 Morane-Saulnier L  a fost un avion militar francez construit de către Fabrica de avioane Morane-Saulnier . A fost folosit ca avion de recunoaștere în prima parte  Primului Război Mondial, ulterior fiind folosit ca avion de școală.
Avionul Morane-Saulnier L s-a aflat în înzestrarea escadrilelor din organica Corpului Aerian din Armata României, la începutul campaniei din anul 1916 fiind în evidență un număr de 10 bucăți în stare operațională.:Anexa 10 :pp. 85-125

## Principii constructive

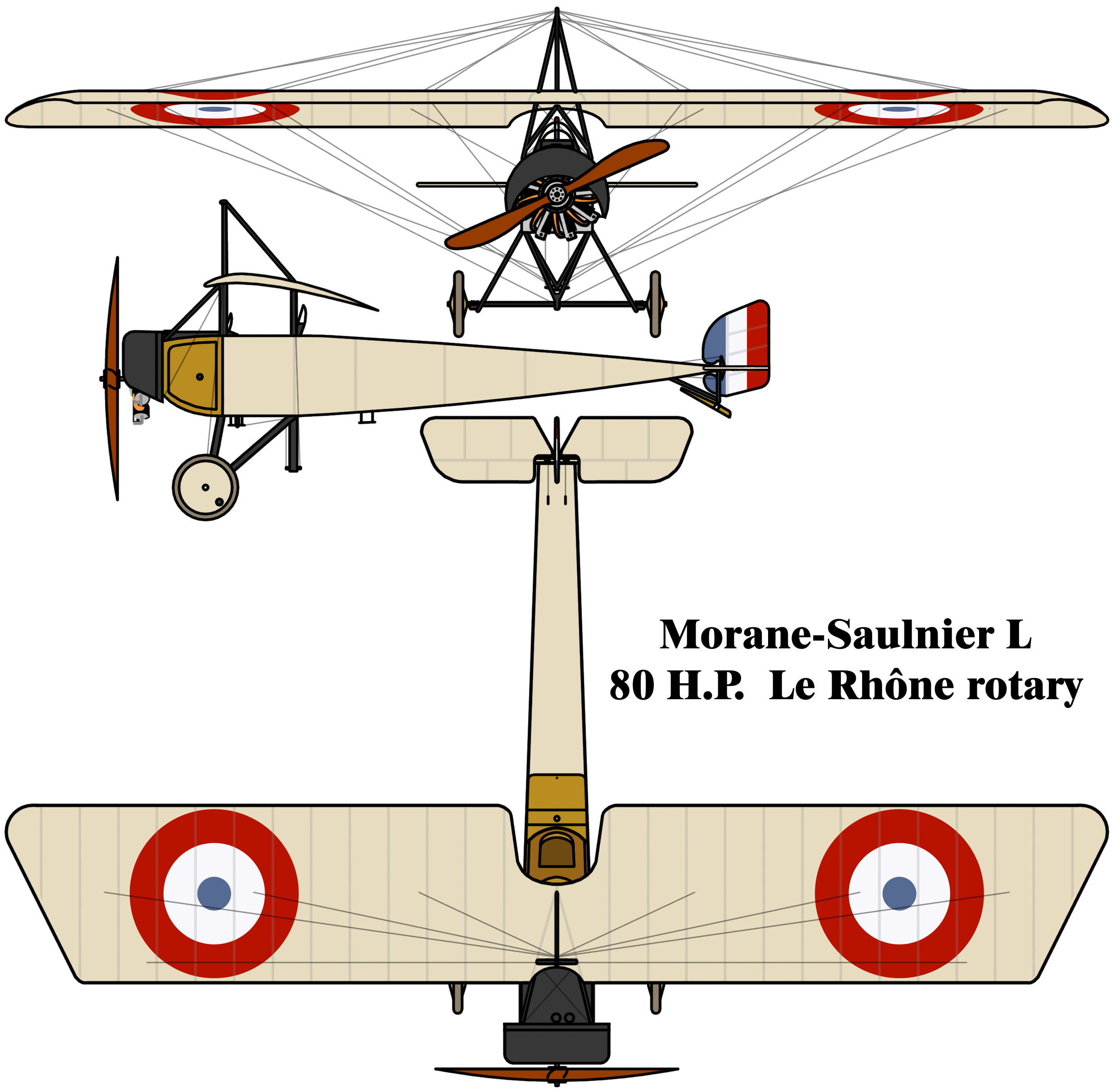

Morane-Saulnier L a fost proiectat într-o configurație monoplan cu aripă superioară, având elice tractivă (dispusă în fața motorului). Motorul era de tip Gnome Delta, rotativ, răcit cu aer, de 80 CP. Avionul avea ampenaje clasice, cu un stabilizator dispus în partea posterioară, pe care era montată o direcție. Carlinga, care conținea motorul și spațiul pentru echipaj, era amplasată sub aripă, care era susținută de un montant central și hobane. Trenul de aterizare era compus dintr-o pereche de roți simple în față și o bechie cu patină în spate. Avionul era destinat pentru misiuni de recunoaștere, dar putea fi dotat și cu o mitralieră.:pp. 89-92